# Дроздов Анатолій Миколайович
Анато́лій Микола́йович Дроздо́в (23 жовтня (4 листопада) 1883, Саратов — 10 вересня 1950, Москва) — російський і радянський піаніст, педагог, музичний критик і композитор.

## Біографія
Про ранні роки життя Дроздова відомо мало, і навіть дата його народження піддається сумніву. В 1902–1904 він вивчав право в Парижі, потім у Петербурзі, паралельно навчаючись у консерваторії за класом фортепіано в Миколи Дубасова. Закінчивши консерваторію 1909 року, Дроздов зайнявся викладацькою діяльністю, працював спочатку в Катеринодарському інституті музики (до 1916), у консерваторіях Петрограда (1916–1917; викладав теорію музики), Саратова (1918–1920), Москви (1920–1924), Музичному технікумі імені Скрябіна (нині у складі Музичного училища при Московській консерваторії), врешті, лектором Московської філармонії (1932–1944).
Творчість Дроздова мало досліджена. Серед його творів — ряд оркестрових, фортепіанних і камерних робіт, обробок українських народних пісень. Стиль Дроздова склався під впливом Рахманінова і Ляпунова. Перу Дроздова належать численні критичні статті, опубліковані в журналі «Музика і революція», а також монографії, присвячені О. С. Даргомижському, М. А. Римському-Корсакову, М. Ф. Гнесину та іншим музикантам.